# マヌエル・デ・カスティーリャ

マヌエルの紋章

マヌエル・デ・カスティーリャ（スペイン語：Manuel de Castilla, 1234年 - 1283年12月25日）は、ビリェーナ、ペニャフィエル、クエリャルおよびエスカローナの領主。カスティーリャ王フェルナンド3世とベアトリクス・フォン・ホーエンシュタウフェンの息子。

## 生涯
マヌエルはカリオン・デ・ロス・コンデスで生まれた。マヌエルという名は、母方の祖母イレーネー・アンゲリナが東ローマ帝国出身であることに由来する。1252年にビリェーナ領をアパナージュ（後継者がいなかった場合には王領に戻される領地）として与えられた。この領地はビナロポ川周辺の町（エルダ、アスペ、クレビレンテ、エルチェ）を与えられ拡大した。また、マヌエルはムルシア王国の総督の地位を与えられた。
マヌエルは1259年に父からローマ教皇アレクサンデル4世に対し送られた使節団の一人としてイタリアに向かった。後に兄アルフォンソがアルフォンソ10世として即位したとき、王の家令として仕えた。
マヌエルは1283年にペニャフィエルで死去し、ウクレス修道院に埋葬された。息子フアン・マヌエルがビリェーナおよびペニャフィエルを継承し、中世における著名な散文作家として知られる。
マヌエルはカスティーリャ王フェルナンド3世の息子としてカスティーリャ＝レオン王家の一員であったが、王家で最初の分家であるビリェーナ家の祖でもあった。

## 家族
マヌエルは2度結婚した。1260年にソリアにおいてアラゴン王ハイメ1世の娘コンスタンサと結婚した。この結婚で2子が生まれた。
- アルフォンソ・マヌエル（1260/1年 - 1276年 モンペリエ） - 嗣子なく死去
- ヴィオランテ・マヌエル（1265年 - 1314年 リスボン） - エルチェおよびメデジンの女領主。1287年頃にポルトガル王アフォンソ3世の息子ポルタレグレ領主アフォンソ（1263年 - 1312年）と結婚

1274/5年にサヴォイア伯アメデーオ4世の娘ベアトリーチェと結婚し、1男が生まれた。
- フアン・マヌエル（1282年 - 1348年） - ビリェーナ公、ペニャフィエル公およびエスカローナ領主

以下の庶子がいる。
- サンチョ・マヌエル（1283年 - 1345年以降） - インファンタードおよびカリオンの領主。最初にマリア・ロドリゲス・デ・カスタニェダと結婚、イネス・ディアス・デ・トレドと再婚[3][4]。両方の結婚で子女あり。
- エンリケ・マヌエル（1272年頃生）
- ブランカ・マヌエル（1273年頃生）